# South Gloucestershire
Il South Gloucestershire è un'autorità unitaria e un distretto del Gloucestershire, in Inghilterra.

## Geografia fisica
Il fiume Severn segna il confine nord-occidentale della zona con una vasta pianura, mentre il confine orientale è segnato dalle colline del Cotswolds. Nella parte centrale si trova il fiume Frome. La parte più a sud è formata da sobborghi di Bristol, mentre le aree a nord sono occupate da villaggi rurali. Alcuni borghi sono stati sviluppati, come la nuova cittadina di Bradley Stoke.
Confina con i distretti di Cotswold e Stroud a nord, con la contea del Wiltshire a est, con la città di Bristol e con il distretto di Bath and North East Somerset della contea di Somerset a sud, mentre a ovest è bagnato dal fiume Severn.

## Storia
South Gloucestershire fu istituito nel 1950 come collegio elettorale del parlamento. Quando la contea di Avon è stata abolita nel 1996, i distretti di South Gloucestershire, Kingswood e Northavon si unirono per formare una nuova autorità unitaria.

## Società
Nel censimento del 2001 la popolazione era di 245.641 abitanti. Nel censimento del 2011 era aumentata a 262.767 abitanti.
Secondo le stime, il 97,6% della popolazione è stato descritto come bianco, lo 0,8% come misto, lo 0,7% come asiatico, lo 0,4% come nero e lo 0,5% come cinese o altro.
Gran parte della popolazione si trova nei sobborghi di Bristol, anche se ci sono grandi centri urbani nella zona di Yate, come Winterbourne, Thornbury e Frampton Cotterell.

## Cultura

### Istruzione
Nel South Gloucestershire sono presenti 99 scuole primarie, 16 scuole secondarie e 16 centri post-istruzione. Vi è anche l'università del West England.
Nel 2005, l'allora Cancelliere dello Scacchiere Gordon Brown ha riconosciuto i legami con la scienza e la tecnologia della città di Bristol, finanziando £ 300.000.000 per un parco scientifico previsto a Emerson Green e £19.300.000 per la costruzione di nuovi edifici della Winterbourne International Academy.

## Infrastrutture e trasporti
Il territorio del South Gloucestershire è il punto in cui si incontrano le autostrade M4 ed M5. Altre vie principali sono la M32, la M48, la M49 e le strade A38 e A4174.
L'area ha anche importanti collegamenti con la rete ferroviaria che, dal Bristol Parkway railway station, arriva alle città di Londra e Birmingham.

## Economia
La maggior parte dei lavoratori sono parte della pubblica amministrazione, oltre 16.500 persone lavorano per l'autorità locale, per il ministero della difesa o per il Comando di Supporto Navale.
Le principali aziende sono Airbus, AXA, Hewlett-Packard, Rolls-Royce plc e Royal Mail. I centri commerciali principali sono l'Aztec West e il The Mall Cribbs Causeway.
Da notare anche il pendolarismo verso le città di Bristol, Bath, Gloucester e Cheltenham.

## Principali paesi
Di seguito i principali paesi con la loro popolazione:
- Kingswood: 31.168
- Bradley Stoke: 27.805
- Yate: 21.789

## Parrocchie civili
- Acton Turville
- Almondsbury
- Alveston
- Aust
- Badminton
- Bitton
- Bradley Stoke (town)
- Charfield
- Cold Ashton
- Cromhall
- Dodington
- Downend and Bromley Heath
- Doynton
- Dyrham and Hinton
- Falfield
- Filton
- Frampton Cotterell
- Hanham
- Hanham Abbots
- Hawkesbury
- Hill
- Horton
- Iron Acton
- Little Sodbury
- Mangotsfield Rural
- Marshfield
- Oldbury-upon-Severn
- Oldland
- Olveston
- Patchway
- Pilning and Severn Beach
- Pucklechurch
- Rangeworthy
- Rockhampton
- Siston
- Sodbury
- Stoke Gifford
- Thornbury
- Tormarton
- Tortworth
- Tytherington
- Westerleigh
- Wick and Abson
- Wickwar
- Winterbourne
- Yate (town)

## Altri paesi e villaggi
- Bagstone, Beach, Bridgeyate, Cadbury Heath
- Catbrain, Cheswick, Charlton, Charlton Hayes, Chipping Sodbury, Churchend, Coalpit Heath, Codrington, Compton Greenfield, Conham, Cowhill
- Duckhole, Dunkirk
- Earthcott, Easter Compton, Elberton, Emersons Green, Engine Common
- Frenchay
- Gaunt's Earthcott
- Hallen, Hambrook, Harry Stoke, Hawkesbury Upton
- Ingst
- Latteridge, Little Badminton, Little Stoke, Littleton-upon-Severn, Longwell Green
- Milbury Heath, Morton
- Nibley, Northwick
- Oldbury Naite, Old Down, Oldland Common, Old Sodbury, Over
- Pennsylvania, Petty France
- Redwick, Rudgeway
- Shepperdine, Soundwell, Staple Hill, Swineford
- Tockington,
- Upton Cheyney
- Wapley, Warmley, West Littleton, Wick, Whitfield, Willsbridge